# Jonathan Lewis
Jonathan Jeremy Lewis (ur. 4 czerwca 1997 w Atlancie) – amerykański piłkarz pochodzenia jamajskiego występujący na pozycji skrzydłowego w angielskim klubie Barnsley oraz w reprezentacji Stanów Zjednoczonych.

## Kariera klubowa

### New York City
13 stycznia 2017 podpisał kontrakt z klubem New York City. Zadebiutował 18 marca 2017 w meczu Major League Soccer przeciwko Montreal Impact (1:1). Pierwszą bramkę zdobył 13 sierpnia 2017 w meczu ligowym przeciwko Los Angeles Galaxy (0:2).

### Louisville City
17 września 2018 został wysłany na wypożyczenie do drużyny Louisville City. Zadebiutował 20 września 2018 w meczu USL Championship przeciwko Penn FC (0:3). W sezonie 2018 jego zespół zajął pierwsze miejsce w tabeli zdobywając mistrzostwo USL Championship.

### Colorado Rapids
8 maja 2019 podpisał kontrakt z zespołem Colorado Rapids. Zadebiutował 12 maja 2019 w meczu Major League Soccer przeciwko Real Salt Lake (2:3). Pierwszą bramkę zdobył 26 maja 2019 w meczu ligowym przeciwko Columbus Crew (3:2).

## Kariera reprezentacyjna

### Stany Zjednoczone U-20
W 2016 roku otrzymał powołanie do reprezentacji Stanów Zjednoczonych U-20. Zadebiutował 17 grudnia 2016 w meczu towarzyskim przeciwko reprezentacji Kostaryki U-20 (0:4). 10 lutego 2017 otrzymał powołanie na Mistrzostwa CONCACAF U-20 2017. Na Mistrzostwach CONCACAF U-20 2017 zadebiutował 21 lutego 2017 w meczu fazy grupowej przeciwko reprezentacji Haiti U-20 (4:1). Pierwszą bramkę zdobył 24 lutego 2017 w meczu przeciwko reprezentacji Saint Kitts i Nevis U-20 (4:1).

### Stany Zjednoczone U-23
W 2019 roku otrzymał powołanie do reprezentacji Stanów Zjednoczonych U-23. Zadebiutował 14 listopada 2019 w meczu towarzyskim przeciwko reprezentacji Brazylii U-23 (1:0).

### Stany Zjednoczone
W 2019 roku otrzymał powołanie do reprezentacji Stanów Zjednoczonych. Zadebiutował 28 stycznia 2019 w meczu towarzyskim przeciwko reprezentacji Panamy (3:0). 5 czerwca 2019 otrzymał powołanie na Złoty Puchar CONCACAF 2019. W Złotym Pucharze CONCACAF 2019 zadebiutował 27 czerwca 2019 w meczu fazy grupowej przeciwko reprezentacji Panamy (0:1). Pierwszą bramkę zdobył 2 lutego 2021 w meczu towarzyskim przeciwko reprezentacji Trynidadu i Tobago (7:0), w którym zdobył dwie bramki.

## Statystyki

### Klubowe
(aktualne na dzień 17 marca 2021)
| Klub                   | Sezon              | Liga                | Liga  | Liga   | Puchar kraju | Puchar kraju | Suma  | Suma   |
| Klub                   | Sezon              | Liga                | Mecze | Bramki | Mecze        | Bramki       | Mecze | Bramki |
| ---------------------- | ------------------ | ------------------- | ----- | ------ | ------------ | ------------ | ----- | ------ |
| New York City          | 2017               | Major League Soccer | 12    | 2      | 1            | 0            | 13    | 2      |
| New York City          | 2018               | Major League Soccer | 15    | 1      | 1            | 0            | 16    | 1      |
| New York City          | 2019               | Major League Soccer | 6     | 0      | 0            | 0            | 6     | 0      |
| New York City          | Ogólnie            | Ogólnie             | 33    | 3      | 2            | 0            | 35    | 3      |
| Louisville City (wyp.) | 2018               | USL Championship    | 5     | 0      | 0            | 0            | 5     | 0      |
| Louisville City (wyp.) | Ogólnie            | Ogólnie             | 5     | 0      | 0            | 0            | 5     | 0      |
| Colorado Rapids        | 2019               | Major League Soccer | 16    | 5      | 0            | 0            | 16    | 5      |
| Colorado Rapids        | 2020               | Major League Soccer | 19    | 5      | –            | –            | 19    | 5      |
| Colorado Rapids        | Ogólnie            | Ogólnie             | 35    | 10     | 0            | 0            | 35    | 10     |
| Ogólnie w karierze     | Ogólnie w karierze | Ogólnie w karierze  | 73    | 13     | 2            | 0            | 75    | 13     |

### Reprezentacyjne
(aktualne na dzień 17 marca 2021)
| Reprezentacja          | Rok     | Mecze | Bramki |
| ---------------------- | ------- | ----- | ------ |
| Stany Zjednoczone U-20 |         |       |        |
| 2016                   | 2       | 0     |        |
| 2017                   | 3       | 1     |        |
| Ogólnie                | Ogólnie | 5     | 1      |
| Stany Zjednoczone U-23 |         |       |        |
| 2019                   | 1       | 0     |        |
| Ogólnie                | Ogólnie | 1     | 0      |
| Stany Zjednoczone      |         |       |        |
| 2019                   | 5       | 0     |        |
| 2020                   | 1       | 0     |        |
| 2021                   | 1       | 2     |        |
| Ogólnie                | Ogólnie | 7     | 2      |

| Mecze i gole w reprezentacji | Mecze i gole w reprezentacji | Mecze i gole w reprezentacji | Mecze i gole w reprezentacji | Mecze i gole w reprezentacji | Mecze i gole w reprezentacji | Mecze i gole w reprezentacji | Mecze i gole w reprezentacji   |
| Stany Zjednoczone U-20       | Stany Zjednoczone U-20       | Stany Zjednoczone U-20       | Stany Zjednoczone U-20       | Stany Zjednoczone U-20       | Stany Zjednoczone U-20       | Stany Zjednoczone U-20       | Stany Zjednoczone U-20         |
| Lp.                          | Data                         | Miejsce                      | Gospodarz                    | Gość                         | Wynik                        | Gol                          | Rozgrywki                      |
| ---------------------------- | ---------------------------- | ---------------------------- | ---------------------------- | ---------------------------- | ---------------------------- | ---------------------------- | ------------------------------ |
| 1.                           | 17.12.2016                   |                              | Kostaryka U-20               | Stany Zjednoczone U-20       | 0:4                          |                              | Mecz towarzyski                |
| 2.                           | 19.12.2016                   |                              | Kostaryka U-20               | Stany Zjednoczone U-20       | 0:0                          |                              | Mecz towarzyski                |
| 3.                           | 21.02.2017                   | San José                     | Stany Zjednoczone U-20       | Haiti U-20                   | 4:1                          |                              | Mistrzostwa CONCACAF U-20 2017 |
| 4.                           | 24.02.2017                   | San Juan                     | Stany Zjednoczone U-20       | Saint Kitts i Nevis U-20     | 4:1                          | Gol                          | Mistrzostwa CONCACAF U-20 2017 |
| 5.                           | 27.02.2017                   | San Juan                     | Stany Zjednoczone U-20       | Meksyk U-20                  | 1:0                          |                              | Mistrzostwa CONCACAF U-20 2017 |
| Stany Zjednoczone U-23       |                              |                              |                              |                              |                              |                              |                                |
| Lp.                          | Data                         | Miejsce                      | Gospodarz                    | Gość                         | Wynik                        | Gol                          | Rozgrywki                      |
| 1.                           | 14.11.2019                   |                              | Brazylia U-23                | Stany Zjednoczone U-23       | 1:0                          |                              | Mecz towarzyski                |
| Stany Zjednoczone            |                              |                              |                              |                              |                              |                              |                                |
| Lp.                          | Data                         | Miejsce                      | Gospodarz                    | Gość                         | Wynik                        | Gol                          | Rozgrywki                      |
| 1.                           | 28.01.2019                   | Glendale                     | Stany Zjednoczone            | Panama                       | 3:0                          |                              | Mecz towarzyski                |
| 2.                           | 02.02.2019                   | San Jose                     | Stany Zjednoczone            | Kostaryka                    | 2:0                          |                              | Mecz towarzyski                |
| 3.                           | 22.03.2019                   | Orlando                      | Stany Zjednoczone            | Ekwador                      | 1:0                          |                              | Mecz towarzyski                |
| 4.                           | 27.03.2019                   | Houston                      | Stany Zjednoczone            | Chile                        | 1:1                          |                              | Mecz towarzyski                |
| 5.                           | 27.06.2019                   | Kansas City                  | Panama                       | Stany Zjednoczone            | 0:1                          |                              | Złoty Puchar CONCACAF 2019     |
| 6.                           | 01.02.2020                   | Carson                       | Stany Zjednoczone            | Kostaryka                    | 1:0                          |                              | Mecz towarzyski                |
| 7.                           | 01.02.2021                   | Orlando                      | Stany Zjednoczone            | Trynidad i Tobago            | 7:0                          | Gol · Gol                    | Mecz towarzyski                |

## Sukcesy

### Louisville City
- Mistrzostwo USL Championship (1×): 2018

### Reprezentacyjne

#### Stany Zjednoczone U-20
- Mistrzostwa Ameryki Północnej U-20 (1×): 2017

#### Stany Zjednoczone
- Złoty Puchar CONCACAF (1×): 2019

## Życie prywatne
Lewis urodził się w Atlancie, a dorastał w Plantation, gdzie uczęszczał do South Plantation High School. Jego matka pochodzi z Londynu i jest pochodzenia jamajskiego.